# 첼로 카바브
첼로 카바브(페르시아어: چلو کباب)는 쿠비데나 바르그, 주제, 첸제 등의 케밥을 쌀밥과 곁들여 먹는 이란의 전통 식사이다. 음료로는 보통 두그를 곁들인다. 이란의 국민 음식 가운데 하나이기도 하다. 쌀밥 대신 납작빵을 곁들이는 경우 "난 오 카바브"라 부른다.

## 이름
페르시아어 "첼로 카바브(چلو کباب)"는 "쌀밥"을 뜻하는 "첼로(چلو)"와 "케밥"을 뜻하는 "카바브(کباب)"가 합쳐진 말이다.

## 사진

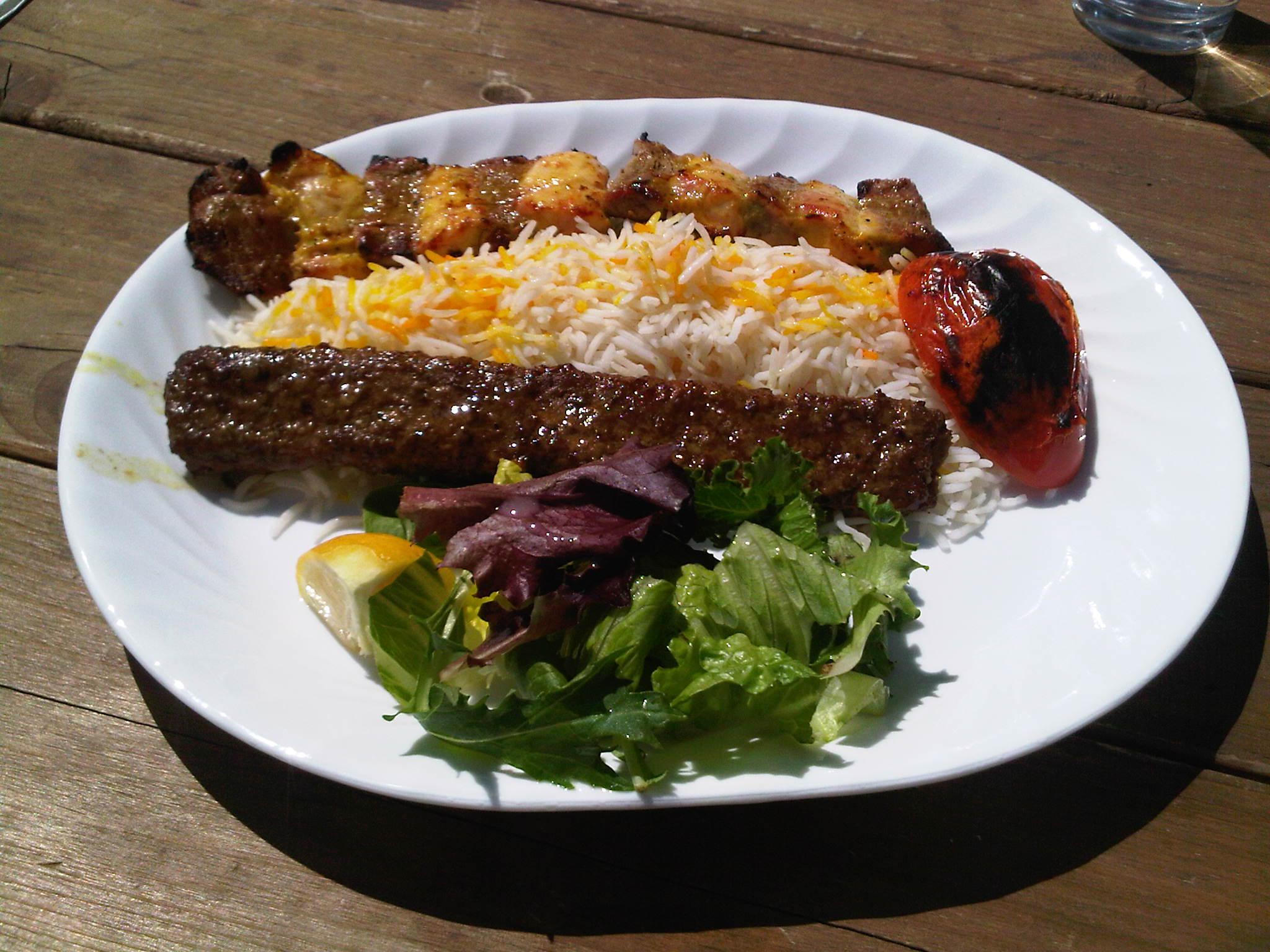
첼로 케밥

## 같이 보기
- 난 오 카바브